# André Lombard

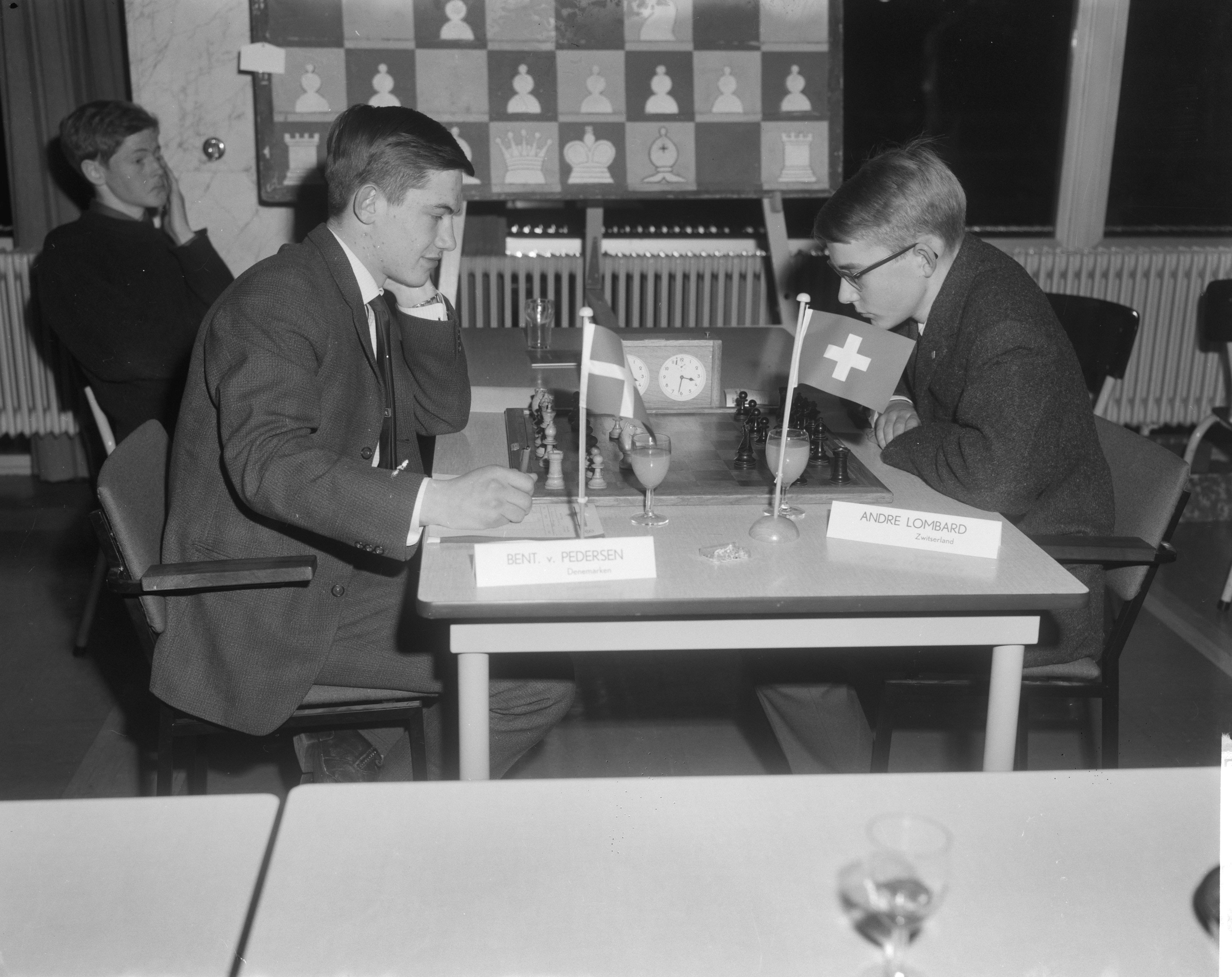
Bent V. Pedersen vs. André Lombard (1965)

André Lombard (nascut el 19 de setembre de 1950) és un jugador d'escacs suís nascut a Berna. Lombard va guanyar el campionat suís d'escacs cinc cops, els anys 1969, 1970, 1973, 1974 i 1977. També va jugar a l'equip suís a les cinc Olimpíades d'escacs de 1970 a 1978. Lombard va rebre el títol de Mestre Internacional el 1976.